# Ciara Riley Wilson
Ciara Riley Wilson (* 26. März 2001 in Portland, Oregon) ist eine US-amerikanische Schauspielerin und Synchronsprecherin.

## Leben
Wilson wurde in Portland, Oregon geboren, wo sie auch aufwuchs. Sie hat einen Bruder. Seit ihrem achten Lebensjahr trat sie in Fernseh- und Radiowerbespots auf oder übte Tätigkeiten im Bereich des Voiceover aus.
Ihre ersten Erfahrungen vor der Kamera sammelte sie 2014, als sie in dem Kurzfilm 9 mitwirkte. Im gleichen Jahr trat sie in einer Episode der Jugend-Sitcom Henry Danger auf. Von 2015 bis 2018 spielte sie in einigen US-amerikanischen Fernsehserien wie Bizaardvark oder Speechless mit. 2019 verkörperte sie die Rolle der Athena in Kim Possible und dem Serienableger Kim Hushable. Ebenfalls 2019 wirkte sie in der Rolle der Letti Ramirez in L.A.’s Finest mit. Bis 2020 war sie in insgesamt acht Episoden zu sehen.
Seit ihrem elften Lebensjahr ist sie in Los Angeles wohnhaft.

## Filmografie
- 2014: 9 (Kurzfilm)
- 2014: Henry Danger (Fernsehserie, Episode 1x08)
- 2015: Cheerleaders (Fernsehserie, 4 Episoden)
- 2015–2016: OMG! (Fernsehserie, 16 Episoden, verschiedene Rollen)
- 2016: It’s a Snackdown! (Mini-Fernsehserie, 8 Episoden)
- 2016: Bizaardvark (Fernsehserie, Episode 1x14)
- 2017: Boy Squad (Fernsehserie, Episode 1x07)
- 2018: Speechless (Fernsehserie, Episode 2x13)
- 2019: Kim Possible
- 2019: Kim Hushable (Mini-Fernsehserie, 4 Episoden)
- 2019: Coop and Cami Ask the World (Fernsehserie, 4 Episoden)
- 2019–2020: L.A.’s Finest (Fernsehserie, 8 Episoden)
- 2023: #FBF
- 2023: Freeridge (Fernsehserie, 8 Episoden)
- 2024: FBI International (Fernsehserie)

## Synchronisation
- 2021: For All Mankind Time Capsule (Videospiel)
- 2021: The World Ends with You - The Animation (Videospiel)